# Loi portant diverses dispositions d'adaptation au droit de l'Union européenne
En France, une loi portant diverses dispositions d'adaptation au droit de l'Union européenne (DDADUE) permet d’adapter le droit français au droit de l'Union européenne : par exemple pour transposer les directives européennes ou pour mettre en conformité le droit français aux règlements européens.
Pour ces adaptations, la méthode est différente selon que la disposition relève du domaine de la loi ou du domaine du règlement. Dans le cas du domaine de la loi, outre le recours aux ordonnances, la pratique des lois DDADUE permet un examen rapide au Parlement d’un texte transposant plusieurs directives.
Liste des lois DDADUE depuis 2010 :
- loi du 22 février 2012 portant réforme des ports d'outre-mer relevant de l'État et diverses dispositions d'adaptation de la législation au droit de l'Union européenne dans le domaine des transports
- loi du 28 janvier 2013 portant diverses dispositions d'adaptation de la législation au droit de l'Union européenne en matière économique et financière
- loi du 16 juillet 2013 portant diverses dispositions d'adaptation au droit de l'Union européenne dans le domaine du développement durable
- loi du 30 décembre 2014 portant diverses dispositions d'adaptation de la législation au droit de l'Union européenne en matière économique et financière
- loi du 20 février 2015 portant diverses dispositions d'adaptation au droit de l'Union européenne dans les domaines de la propriété littéraire et artistique et du patrimoine culturel
- loi du 17 août 2015 portant adaptation de la procédure pénale au droit de l'Union européenne
- loi du 2 décembre 2015 portant diverses dispositions d'adaptation au droit de l'Union européenne dans le domaine de la prévention des risques
- loi du 26 février 2018 portant diverses dispositions d'adaptation au droit de l'Union européenne dans le domaine de la sécurité
- loi du 3 décembre 2020 portant diverses dispositions d'adaptation au droit de l'Union européenne en matière économique et financière
- loi du 8 octobre 2021 portant diverses dispositions d'adaptation au droit de l'Union européenne dans le domaine des transports, de l'environnement, de l'économie et des finances[3]
- loi du 16 août 2022 portant diverses dispositions d'adaptation au droit de l'Union européenne en matière de prévention de la diffusion de contenus à caractère terroriste en ligne (Règlement européen contre la diffusion du terrorisme en ligne)[4]
- loi du 9 mars 2023 portant diverses dispositions d'adaptation au droit de l'Union européenne dans les domaines de l'économie, de la santé, du travail, des transports et de l'agriculture[5]
- loi du 22 avril 2024 portant diverses dispositions d'adaptation au droit de l'Union européenne en matière d'économie, de finances, de transition écologique, de droit pénal, de droit social et en matière agricole[6]
- loi du 30 avril 2025 portant diverses dispositions d'adaptation au droit de l'Union européenne en matière économique, financière, environnementale, énergétique, de transport, de santé et de circulation des personnes[7].